# Taningia persica
Taningia persica är en bläckfiskart som först beskrevs av Adolf Naef 1923.  Taningia persica ingår i släktet Taningia och familjen Octopoteuthidae. Inga underarter finns listade i Catalogue of Life.